# مارک الدر
مارک الدر (انگلیسی: Mark Elder؛ زادهٔ ۲ ژوئن ۱۹۴۷) رهبر (موسیقی) اهل بریتانیا است.
وی همچنین برندهٔ جوایزی همچون شوالیه (عنوان) شده‌است.